# Венерн (Вермдьо)
Вижте пояснителната страница за други значения на Венерн.
Венерн е малко езеро в община Вермдьо, Швеция. Най-дълбоката му точка е 4,3 м, а средната му дълбочина е 3 м. Общата му площ е около 5000 м2. Надморската височина е 5 м. На стотина метра от него в североизточна посока се намира езерото Ветерн.